# 山川藪沢
山川藪沢（せんせんそうたく）とは、山・川・藪・沢に代表される未開発のままの土地のこと。

## 概要
養老律令の雑令には「山川藪沢の利は公私共にせよ」という条文があり、何人の占有を許さず、皆が自由に用益することが掲げられていた。これは山川藪沢が果実採取・狩猟・漁業を通じた食料確保、燃料・材木・飼料・肥料・用水など生産活動及び日常生活において必要な物資を確保する上で重要視されたことによる。また農民に対して山川藪沢の恩恵を与えることは、彼らの再生産活動、ひいては朝廷の租税収入にも深く関わることであった。だが、実際には貴族の山野荒地の占有が横行し農業の障害ともなり、景雲3年（706年）には、貴族の占有の禁止と農村の用益権を侵すことを禁止する詔が出された。しかし、和銅4年（711年）詔で「空閑地制」に転換し、百姓への妨害禁止は継続するものの、農業放棄地や用益者のいない開墾可能地の「空閑地」を国司の許可後に開墾した場合に一定の期間の占有権を認めた。そのため国司自身の個人的な開墾も大規模化した。その後、天平15年墾田永年私財法により貴族開墾地の所有が強化された。そのため、平安時代以後、権門勢家による山川藪沢の占有が増加して公私共利の理念が形骸化していくことになった。